# پانانگامانا
پانانگامانا (به لاتین: Panangammana) یک منطقهٔ مسکونی در سری‌لانکا است که در استان مرکزی (سری‌لانکا) واقع شده‌است.